# ハリー・ジェーン
ハリー・ジェーン（HARRY JANE）は、日本のロックバンド。1988年結成。1990年にアルファレコードからメジャーデビューを果たした。1994年に解散。

## メンバー
- DAKE - ヴォーカル
  - 本名は嶽貴代美。解散後は活動を休止していたが、2003年に「DAKE&ZONO」を結成し活動を再開した[2]。
- 唐鎌尚之 - ギター
  - 解散後はソロミュージシャンとして活動している。
- 熊原正幸 - キーボード
  - 解散後は唐鎌と同じくソロミュージシャンとして活動している[1]。

## ディスコグラフィ

### ビデオ
- バトル・ライヴ（1993年10月21日/ALVA-104）

## タイアップ一覧
| 使用年 | 曲名       | タイアップ                       |
| ------ | ---------- | -------------------------------- |
| 1990年 | ぬりつぶせ | パルコ「グランバザール」CFソング |